# Torre de Cardener
Torre de Cardener és una masia situada al municipi de Clariana de Cardener, a la comarca catalana del Solsonès.